# Élisabeth di Chimay
Élisabeth di Chimay, nata Martha Marie Élisabeth Antoine Manset (Bordeaux, 20 marzo 1926 – Chimay, 2 agosto 2023), è stata una principessa belga, principessa di Chimay e principessa di Caraman.

## Biografia
Élisabeth di Chimay era la figlia di Octave Manset e Marie-Charlotte Guestier, erede di una delle più grandi famiglie di commercianti di vino di Bordeaux. Dopo la tragica morte dei genitori in un incidente stradale nel 1939 e di suo fratello Edoardo nel 1940, ucciso dai tedeschi, nel 1947 sposò il principe Elia Riquet, principe di Chimay e principe di Caraman, discendente di uno dei più antichi principati del Sacro Romano Impero.
Dal suo matrimonio con il principe Elia, sono nati tre figli: Philippe, attuale principe di Chimay, Marie-Gilone e Alexandra.
La principessa Élisabeth di Chimay ha dedicato gran parte delle sue risorse al mantenimento del patrimonio familiare e con lo scopo di garantire la gloria del Castello di Chimay attraverso un festival musicale di fama internazionale (1957-1980), di cui ha tenuto la presidenza fino alla morte del principe Elia, nel 1980. Dama d'onore della regina Fabiola del Belgio, la principessa Élisabeth di Chimay è stata anche la curatrice dei notevoli archivi del castello.
Fu autrice di due libri: uno su Madame Tallien, che fu principessa di Chimay, intitolato La principessa dei sogni (Mondadori, 1992) e l'altro una autobiografia dal titolo La fine di un secolo (Perrin, 2001).